# 高橋 (菊川市)
高橋（たかはし）は静岡県菊川市の大字。

## 地理
菊川市の南部、小笠南地区の東部に位置する。東で牧之原市菅ケ谷、西で、南で御前崎市新野、北で赤土及び川上と接する。

### 河川
- 小笠高橋川

### 字一覧
約30の字がある（2018年（平成30年）10月16日現在）。
- 大原（おおはら）
- 唐沢（からさわ）
- 奥磯部（おくいそべ）
- 磯部（いそべ）
- 八反田（はつたんだ）
- 中ノ田（なかのた）
- 大胡桃（おおぐるみ）
- 福松（ふくまつ）
- 中山（なかやま）
- 中磯部（なかいそべ）
- 松ケ谷（まつがや）
- 一ノ井（いちのい）
- 京田（きょうでん）
- 上竹（うえたけ）
- 上壱町田（かみいっちょうでん）
- 佐栗谷（さくりや）
- 坊ノ谷（ぼおのや）
- 下壱町田（しもいっちょうでん）
- 粳田（うるしだ）
- 谷田（やだ）
- 西浦（にしうら）
- 池之谷（いけのや）
- 江川（えがわ）
- 丑木（うしき）
- 町西（まちにし）
- 町東（まちひがし）
- 五町（ごちょう）
- 池ケ谷（いけがや）

## 歴史

### 沿革
- 1889年（明治22年）4月1日 - 町村制の施行により、城東郡高橋村が河東村と合併し、城東郡南山村となる[WEB 7]。旧村名は南山村の大字として残る[WEB 8]。
- 1896年（明治29年）4月1日 - 郡制の施行により所属郡が小笠郡に変更。
- 1940年（昭和15年）11月1日 – 相草村と川野村が合併し、小笠村となる。
- 1954年（昭和29年）3月31日 – 南山村が平田村・小笠村と新設合併を行い、小笠町が発足する。
- 2005年（平成17年）1月17日 – 小笠町が菊川町と新設合併を行い、菊川市となる。

## 施設
- 社会福祉法人菊川福祉会 幼保連携型認定こども園 みなみこども園
- 菊川市立小笠南小学校
- 小笠南山郵便局
- 中部電力パワーグリッド南山発電所
- ローソン菊川高橋店
- 曹洞宗 国源山 正林寺
- 曹洞宗 龍泉寺

## 交通

### バス
- しずてつジャストライン菊川浜岡線：（菊川駅前 方面 - ）虚空蔵入口 - 南山新道 - 南山 - 高橋 - 佐栗谷（ - 浜岡営業所 方面）
- 菊川市コミュニティバス
  - 三沢・河東コース（午後便はコミタクくん） ：（菊川市立総合病院 方面 - ）虚空蔵 - 山西公民館 - 南ニュータウン（ - 河東内区間 - ）南町三丁目（ - みなみやま会館（コミタクくんのみ経由） - ）（ - 河東内区間 - ）松秀園 - 佐栗谷コミュニティセンター - 高橋（ - 菊川市立総合病院 方面）
  - 奈良野・布引原コース（コミタクくん） ：（菊川市立総合病院 方面 - ）磯部 - 正林寺 - 高橋原公民館 - 高橋原（ - 布引原北公民館 方面）

### 道路
- 静岡県道37号掛川浜岡線
- 静岡県道69号相良大須賀線
- 静岡県道244号大東菊川線

## その他

### 学区
小学校・中学校の学区は以下の通りである。
| 番・番地等 | 小学校               | 中学校             |
| ---------- | -------------------- | ------------------ |
| 1～37番    | 菊川市立小笠東小学校 | 菊川市立岳洋中学校 |
| 38番以降   | 菊川市立小笠南小学校 | 菊川市立岳洋中学校 |

### 警察
警察の管轄区域は以下の通りである。
| 番・番地等 | 警察署     | 交番・駐在所     |
| ---------- | ---------- | ---------------- |
| 全域       | 菊川警察署 | 南山警察官駐在所 |

### WEB
1. ↑  “h02_22.csv”.   総務省 (2022年2月10日). 2025年2月1日閲覧。
2. ↑  “静岡県菊川市 (22224)”.   人文学オープンデータ共同利用センター. 2025年2月1日閲覧。
3. ↑  “静岡県 菊川市 高橋の郵便番号 - 日本郵便”.   日本郵便. 2025年2月1日閲覧。
4. ↑  “市外局番の一覧”.   総務省 (2022年3月1日). 2025年2月1日閲覧。
5. ↑  “事業所案内及び管轄地域（事務所3件、分室3件）”.   一般社団法人静岡県自動車会議所. 2025年2月1日閲覧。
6. ↑  “菊川市小字一覧 - 静岡県オープンデータ”.   静岡県 (2018年10月16日). 2025年2月1日閲覧。
7. ↑  “historyofcities.pdf”.   静岡県総務部合併推進室・財団法人静岡県市町村振興協会. 2025年2月1日閲覧。
8. ↑  “解説ページ”.   株式会社エア. 2025年2月1日閲覧。
9. ↑  “菊川市／通学区域一覧”.   菊川市 (2024年4月1日). 2025年2月1日閲覧。
10. ↑  “交番駐在所一覧表｜静岡県警察”.   静岡県警察 (2023年6月12日). 2025年2月1日閲覧。